# Impero di Akkad
L'Impero di Akkad (o Impero accadico) è stato un regno mesopotamico, esistito nella seconda metà del III millennio a.C. Ebbe vita per circa 140 anni (dal 2334 al 2193 a.C. circa). Fondato da un homo novus, Sargon di Akkad, rappresentante dell'elemento semitico ormai sempre più preponderante in Mesopotamia, e dalle sue iniziali conquiste, diede origine ad una dinastia, detta "accadica", dal nome di una capitale, Akkad, non si sa se di nuova fondazione. Dal nome della capitale prendono il nome anche i cosiddetti "Accadi" (pronuncia: /akˈkaːdi/), nome con cui si indica la popolazione di origine semitica che abitava Akkad (in questo caso, si intende la parte settentrionale della Bassa Mesopotamia, in opposizione a Sumer, la parte meridionale).
La città di Akkad era probabilmente posta sulla riva sinistra dell'Eufrate (ma il sito non è mai stato rintracciato, anche se è probabile che possa trattarsi di Tell Mizyad) e, dopo Kish, fu capitale dell'omonimo regno.
L'origine degli Accadi è incerta: la tradizione vuole che provenissero dal deserto arabico, da dove sarebbero giunti in Mesopotamia. Di fatto, la visione di un'"invasione" semitica, con magari Sargon a capeggiarla, è insostenibile: popolazioni semite abitavano la Mesopotamia già nel Protodinastico e non vi giunsero attraverso migrazioni di massa. Il periodo "sargonico" (o "paleo-accadico") vede la creazione del primo organismo imperiale mesopotamico. Mai prima dell'Impero di Akkad soldati mesopotamici si erano spinti tanto in là nelle loro conquiste, né mai una sola città aveva avuto un tale potere su un così vasto territorio.
Le fonti testuali dei 150 anni di vita dell'Impero accadico sono molto più abbondanti di quelle del precedente Periodo Protodinastico. Sono sopravvissute molte iscrizioni reali paleo-accadiche, anche se molte sono copie di epoca paleo-babilonese.
L'impero di Akkad è considerato da molti manuali e dagli studi degli specialisti il primo Impero della storia.

## La dinastia di Akkad
Ecco, schematicamente, i membri della dinastia di Akkad (gli anni sono da intendersi avanti Cristo):
- Sargon (2335-2279)
- Rimush (2278-2270)
- Manishtusu (2269-2255)
- Naram-Sin (2254-2218)
- Shar-kali-sharri (2217-2193)
- anarchia (2192-2190)
- Dudu (2189-2169)
- Shu-turul (2168-2154)

Sono attestati i seguenti sincronismi:
- Sargon con il re di Umma Lugalzaggesi; con Lukh-ishan e Khishep-ratep II della dinastia di Awan (Elam)
- Rimush con Kakug di Ur; con Kibaid di Lagash; Zimpa ed Epir-mupi della dinastia di Awan
- Manishtusu con Eshpum della dinastia di Awan

## Storia
Fondatore del regno fu Sargon (Šarru-kīn, nome che significa 'il re è legittimo', 2335-2279 a.C.). La tradizione posteriore lo indicherà come coppiere del re di Kish Ur-Zababa. Egli assoggettò gran parte della Mesopotamia, abbattendo il regno di Lugalzagesi e conquistando le città sumeriche che questi aveva unificato; sconfisse l'Elam e impose le proprie linee commerciali fino alla Siria, all'Anatolia, a Dilmun e Magan, dando vita ad un regno di grande estensione, con una caratteristica struttura "per capisaldi", che evitava pesanti occupazioni territoriali; il nucleo dell'impero era rappresentato dalle regioni di Akkad e Sumer, con confini a nord nei pressi della città di Akkad (posta probabilmente nei pressi di Kish) e a sud sulla costa del Mare Inferiore (l'odierno Golfo Persico). Le città venivano governate da ensi ("re", "governatori") locali, vincolati al gradimento regio ma in parte autonomi: tali ensi, a differenza dei successivi ensi della Terza dinastia di Ur, non vanno intesi come governatori; si trattava, piuttosto, di veri e propri dinasti, comunque sottomessi alla dirigenza della capitale (che sarà, in una prima fase, subito dopo le conquiste sargonidi, Kish, poi Akkad, forse città di nuova fondazione).
Autonominatosi "ensi di Enlil", volendo dimostrare il suo rispetto per le tradizioni sumeriche, Sargon creò il primo organismo multietnico della Storia, in quanto il suo dominio teneva insieme le città-stato sumeriche del sud e l'elemento semita, ora politicamente (e soprattutto quantitativamente) predominante: anche se l'impero si estendeva effettivamente solo sulla Mesopotamia, aveva importanti relazioni commerciali verso la periferia. Non solo: l'elemento sumerico era linguisticamente isolato, mentre gli Accadi erano imparentati con l'elemento semita. Ciò significò, nel lungo periodo, l'isolamento e la progressiva scomparsa del primo, con gli Accadi maggiormente in grado di assorbire nuovi inserimenti.
Sargon aveva preso per sé il titolo di "re di Kish" (non quello di "re di Agade"). I suoi due figli, Rimush e Manishtushu, mantennero il titolo di "re di Kish" (nonostante già Sargon avesse trasferito la capitale ad Akkad). Già nel Protodinastico III, il titolo di "re di Kish" aveva preso a significare non tanto la sovranità sulla città di Kish quanto una posizione di egemonia sulle varie città-stato, traducibile come "re della totalità". La forma accadica successiva (šar-kiššati) richiamerà solo formalmente la città di Kish. Il collegamento di Sargon con Ur-Zababa di Kish, pur se certamente apocrifo, rinvia ad un legame tra Kish e Agade che dovette essere storicamente concreto. La Lista reale sumerica in una sua versione trovata ad Ur (SKL‐Ur‐III) fa passare la regalità (nam-lugal) da Kish ad Agade alla Terza dinastia di Ur. È comunque in questo periodo che il titolo di ensi passa a significare qualcosa come 'governatore provinciale', mentre il titolo di lugal (in accadico, sharrum) diventa il titolo normale per i re.
Successore di Sargon fu il figlio Rimush (o Rimuš), che regnò dal 2278 al 2270 a.C. e dovette affrontare numerose ribellioni. Riuscì a stabilire diretto controllo di Susa, come si vede dal fatto che nell'area i testi amministrativi prodotti adottano la lingua accadica e dal fatto che ricorrono titoli sumerici per gli alti ufficiali (ensi, 'governatore', e shagina, 'generale'). A Rimush succedette Manishtushu, probabilmente in seguito ad una congiura di palazzo.

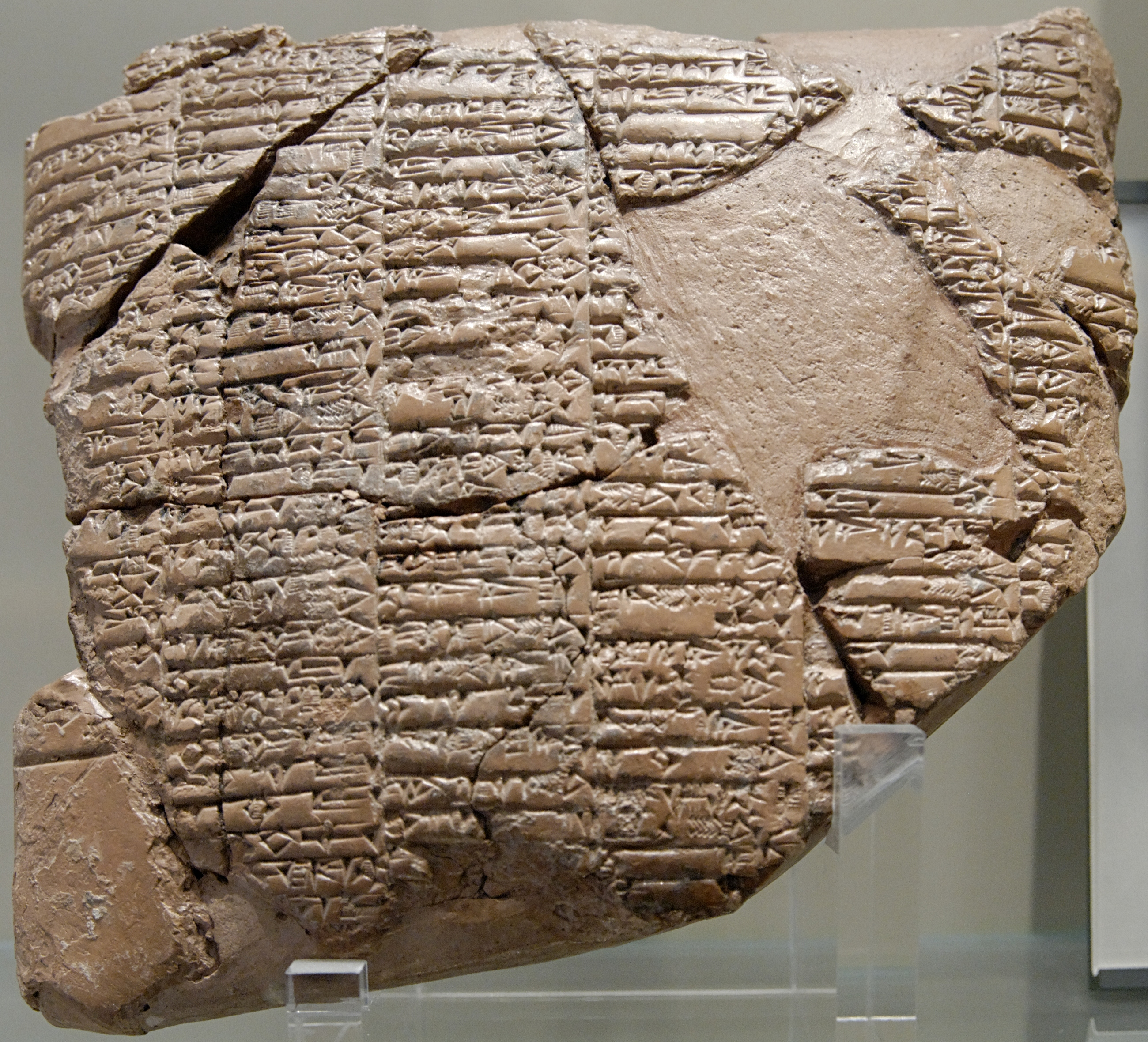
Trattato di alleanza tra Naram-Sin e Khita (?), un principe di Awan (lingua elamica trascritta in cuneiforme; argilla; 2250 a.C. ca.; Museo del Louvre)

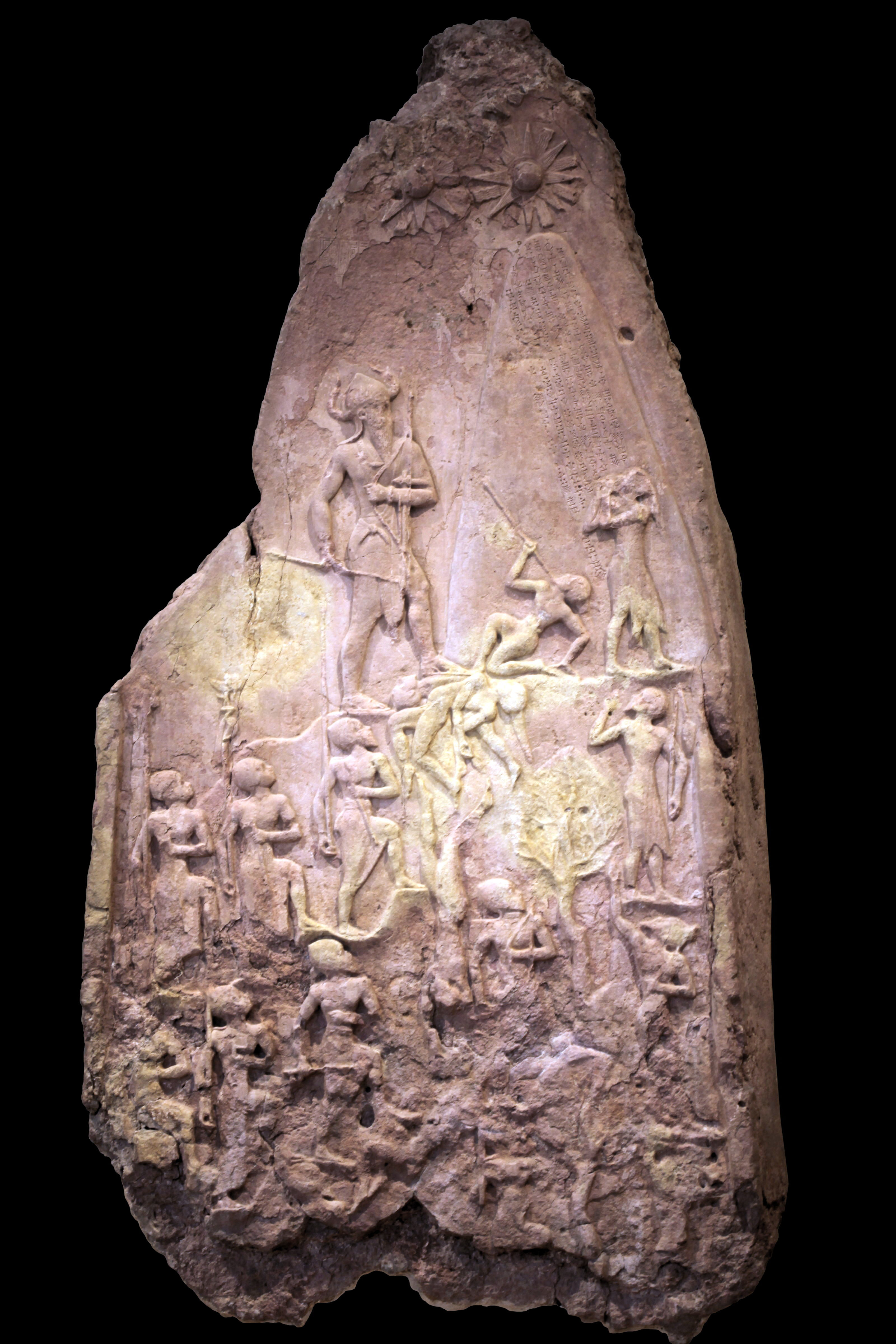
La Stele di Naram-Sin conservata al Museo del Louvre, Parigi (dimensioni 2x1m ca.), in pietra calcarea, celebra la vittoria del re accadico sui Lullubiti, una popolazione montana degli Zagros: il re indossa la tiara cornuta degli dèi; l'iscrizione posta sulla montagna fu poi aggiunta dal re elamita Shutruk-Nakhunte I quando recò la stele a Susa.

Naram-Sin, figlio di Manishtushu, fu il quarto re di Akkad: regnò dal 2254 al 2218 a.C. È, dopo Sargon, l'altra figura di grande rilievo della dinastia accadica: accentuò fortemente il carattere divino del proprio potere, e infatti si fece proclamare "dio della sua terra". Sotto Naram-Sin, il regno accadico appare al suo apogeo. In una prima fase, la linea di espansione è quella di nord-ovest (Subartu); successivamente deve aver distrutto Ebla e Armanum. Naram-Sin poté quindi, a quanto sembra, realizzare il sogno di un regno che davvero si estendesse dal Mediterraneo al Golfo Persico.
Ci è giunto un trattato di cooperazione tra Naram-Sin ed un re elamico (il cui nome resta ignoto): il testo, scritto in cuneiforme, è in lingua elamica. Il trattato denota un cambio di rapporto rispetto ai tempi di Rimush e ha carattere paritario ("Il nemico di Naram-Sin è mio nemico. L'amico di Naram-Sin è mio amico").
Il regno di Naram-Sin e quello del figlio, Shar-kali-sharri, spinsero Akkad verso una maggiore centralizzazione dell'impero. Si provvide a mettere in piedi un nuovo sistema di tassazione, con le risorse destinate tanto alla capitale quanto ai centri periferici. Naram-Sin operò una standardizzazione della contabilità e dei sistemi di misura (viene ad esempio introdotto il gur accadico, corrispondente a circa 300 litri ed usato per l'orzo). Più in particolare, poi, il regno di Naram-Sin fu caratterizzato da una scelta fondamentale, quella di farsi dio, come attestano un'iscrizione posta sul montante bronzeo di una porta ritrovato a Basetki (Iraq settentrionale) e poi l'inserimento nelle iscrizioni del dingir (il determinativo per le divinità) in capo al suo nome. Questa scelta, così come quella di operare una riforma amministrativa dell'impero, fu il risultato della vittoriosa risposta ad una vasta ribellione prodottasi inizialmente a Kish e poi propagatasi in Sumer. Pretese discendenze divine si erano già manifestate a Lagash nel Protodinastico III, ma senza maggior esito. Più concretamente, Naram-Sin riuscì a prendere le distanze dalla figura dell'ensi umile servo della divinità, tipicamente sumerico, e a proporsi come re (lugal) possente. È sufficiente paragonare la Stele di Eannatum con la Stele di Naram-Sin per notare come la centralità della scena, occupata dal dio nella prima stele, è ora occupata dal re. Le frasi dedicatorie pongono ora l'accento sulla possanza militare del re piuttosto che sul suo carattere pio e devoto. Altrettanto, le figure dei soldati, che nel Protodinastico rappresentavano un insieme compatto di individui tutti pressoché uguali, nell'arte accadica acquistano carattere individuale e si differenziano dal re solo per le dimensioni ridotte.
Shar-Kali-Sharri, figlio di Naram-Sin, fu il quinto re di Akkad: regnò per 25 anni, dal 2217 al 2193 a.C. circa. Fu l'ultimo discendente di Sargon sul trono di Akkad. Al regno di Shar-Kali-Sharri seguì un periodo di anarchia (2192-2190), durante il quale governarono contemporaneamente quattro sovrani: Nanum (o Nanium), Igigi, Imi ed Elulu. Dopo questo periodo di anarchia, il re Dudu ascese al potere e regnò dal 2189 al 2169 a.C. circa.
Rilevante è nel periodo sargonico la progressiva affermazione del dio Enlil, posto ora a capo del pantheon mesopotamico. Shar-kali-sharri, ad esempio, adotta la titolatura di "re delle creature del dio Enlil", mentre i primi re della dinastia (Sargon, Rimush e Manishtushu) dichiarano di aver ricevuto la regalità da Enlil. Un archivio ritrovato a Nippur attesta una grandiosa ristrutturazione del tempio di Enlil (l'Ekur), dove peraltro Shar-kali-sharri aveva inizialmente esercitato, secondo la volontà del padre, la funzione di viceré.
In un suo nome di anno (RTC 118 rev., ricostruito sulla base di nomi di anno dello stesso re, RTC 86, 87 e 124), Shar-kali-sharri celebra una vittoria su una popolazione dei Monti Zagros, i Gutei, e sul loro re, Sharlak (Sarlag). Nello stesso testo, il re accadico dichiara di aver promosso la costruzione di due templi nella città di Babilonia. Il nome di anno recita così: "L'anno in cui Shar-kali-sharri pose [le fondamenta] [del] tempio di Anunitum [e del] tempio di Ilaba a Babilonia, e in cui sconfisse Sharlak, re di Gutium".
šar-kà-lí-šàr-ri

[uš-šì bī]t an-nu-ni-tim

[ù bī]t ìl-a-ba4

in KÁ.DINGIRki

iš-ku-nu

ù mšar-la-ak

šarri gu5-ti-imki

ik-mi-ù»
(RTC 118 nella traslitterazione di Ignace Jay Gelb, pubblicata in Lambert, p. 71.)
Questo nome di anno è la più antica menzione pervenutaci della città di Babilonia, nel testo indicata come KÁ.DINGIRki, che sarà poi una delle forme più comuni di scrittura del nome della città. Poiché babu in accadico significa 'porta' (KÁ in sumero) e ilu significa 'dio' (DINGIR in sumero), l'antico nome della città (Babilu o Babili) diede occasione per uno di quei giochi di parole di cui gli antichi erano soliti godere. Un dotto gioco di parole, poiché si guardava all'interpretazione del nome della città come "porta degli dèi" come ad una paretimologia. La forma originale del nome della città (Babbar o Babbir) avrà invece significato 'bianca', 'luminosa'. Il testo parla della costruzione di due templi, anche se spesso i re sumeri e babilonesi per 'costruzione' intendevano piuttosto 'restauro' o, al più, 'ricostruzione'. In ogni caso, il testo implica che in quel tempo ci fosse già un terzo tempio, dedicato alla divinità poliade di Babilonia, cioè Marduk.

## Struttura e ideologia imperiale
L'Impero accadico rappresenta un tentativo certamente inedito di controllare un territorio vasto ed ecologicamente diversificato, ma soprattutto ricco di lingue, di strutture politiche, di popoli diversi. Fu proprio questa caratteristica eterogeneità dell'impero a significarne, in ultima analisi, la debolezza di fondo.
L'impero si formò innanzitutto per iniziativa militare. Il re stesso, rispetto alla tipica regalità sumera, centrata sulla figura del sapiente amministratore, acquista una nuova tipica caratteristica, quella della forza, del valore. I contrasti fra le città sumere erano ricompresi come contrasti tra le diverse divinità cittadine, mentre qui è l'eroismo che diventa il filo conduttore delle dinamiche politiche. È possibile che questa nuova ideologia della forza sia di ambiente settentrionale: quel che è certo è che produsse un certo imbarazzo al sud, con le città sumere tese a ravvisarvi elementi di un'empia sfrontatezza. Ciò deve essere stato particolarmente vero in occasione della decisione di Naram-Sin di proclamarsi "dio della sua terra", con la quale il dinasta accadico si affianca alle divinità del pantheon mesopotamico pur senza ambire a sostituirli. In questa autodivinizzazione fu forse preceduto da Sargon. Va poi detto che ai re sumeri era garantito un culto (ma solo dopo la morte). L'opzione di Naram-Sin, cui viene quindi garantito un culto in vita, avrà probabilmente avuto un ruolo significativo nella successiva caratterizzazione di questo re in senso negativo, come "re empio", mentre il ciclo epico di Gilgamesh affronterà direttamente la questione del rapporto tra umanità (mortalità) e divinità del re. Pur rinunciando all'elemento eroico, la scelta di una propaganda del culto del monarca verrà ripresa anche nel meridione sumerico.
La gestione dell'impero vedeva un nucleo ridotto a conduzione diretta (dalla zona immediatamente a nord della capitale al Golfo Persico) e una periferia. In particolare, le città-stato venivano governate da ensi locali, che non erano personalità amministrative diretta emanazione del centro (come sarà poi per Ur III), ma membri di dinastie cittadine, anche se ensi di nomina regia non saranno probabilmente mancati. L'opera di conquista militare si completò con un'opera di colonizzazione agricola: la conduzione templare di tradizione sumerica venne erosa nel meridione nel segno della centralizzazione, anche attraverso l'utilizzo dei prigionieri di guerra.
L'unificazione territoriale portò ad un significativo sviluppo dei traffici e all'apertura di nuove rotte commerciali terrestri e marittime.
Tratto caratterizzante dell'Impero di Akkad furono le rivolte contro il potere centrale. Rimush riporta di aver deportato decine di migliaia di persone dalle città meridionali. Avrà certamente esagerato, ma il panorama evocato è grave. La descrizione più accurata di una rivolta viene da Naram-Sin, che riporta di aver sconfitto due coalizioni di ribelli, una capeggiata da Iphur-Kish, re di Kish, ed una, più meridionale, capeggiata da Amar-girid, re di Uruk. La stessa vicinanza di Kish alla capitale Akkad attesta quanto contestato fosse il processo di centralizzazione del potere. Sembra che sia stato proprio dopo le battaglie vittoriose contro i ribelli che Naram-Sin si attribuì un culto in vita.

## Imprese militari

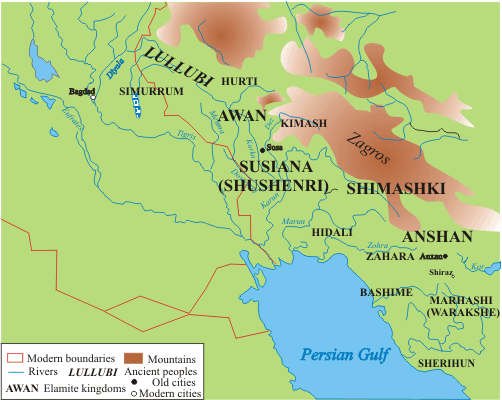
L'altopiano iranico nel periodo paleo-elamico: sono indicati i Monti Zagros, Simurrum, l'area occupata dai Lullubiti, Awan, Shimashki, Anshan, Marhashi (Parahshum)

L'attività militare dei sovrani accadici si concentrò su due fronti: ad est l'altopiano iranico occidentale e ad ovest la Siria settentrionale. Ad est, gli Accadi battagliarono con l'Elam, con Simurrum e con Parahshum, località non sempre rintracciabili con precisione. A nord penetrarono l'area dell'alto Eufrate, fino alla città di Tuttul, posta alla confluenza del Balikh. Mari ed Ebla furono distrutte. Diverse aree antagoniste dell'impero erano nella fase protodinastica centri culturalmente omogenei al polo sumerico.
Le fonti accadiche (già ai tempi di Sargon) menzionano anche le foreste di cedri del Libano (Monte Amano), le sorgenti del Tigri (sul Tauro) e dell'Eufrate. I re accadici avrebbero fatto bottino in aree lontane, procurandosi pietre dure, legno, argento. Molto probabilmente queste sortite erano tese ad assicurare le linee commerciali più che a stabilire un controllo effettivo di queste aree. Le fonti accadiche riportano anche di contatti con Magan (odierno Oman), Dilmun (odierno Bahrein) e Meluhha (Harappa nella Valle dell'Indo). Naram-Sin afferma di aver conquistato Magan, ma questa affermazione va interpretata nel senso che egli sfruttò il proprio potenziale bellico per assicurarsi l'ininterrotto afflusso di beni da quell'area.
In Siria, gli Accadi installarono in centri già esistenti guarnigioni di soldati e rappresentanti commerciali. A Nagar (moderna Tell Brak) fu edificata una struttura monumentale con mattoni in cui era impresso il nome di Naram-Sin.

## Religione
La religione accadica appartiene al ceppo delle religioni semitiche dell'Asia Minore. Essa era infatti la religione della più antica popolazione semitica della Bassa Mesopotamia, stabilitasi a nord dei Sumeri.
Fra le divinità accadiche la più importante era Ishtar (corrispondente alla Inanna sumera), dea della terra e delle fecondità, dell'amore e della guerra, come pure della stella della sera, cioè del pianeta Venere. Il racconto della discesa di Ishtar agli inferi, nel "regno senza ritorno", che ci è giunto in molte varianti, è una celebrazione cosmologica ed escatologica di questa divinità.
Sembra che Manishtushu abbia costruito un tempio dedicato a Ishtar a Ninive.

## Economia
L'Impero di Akkad, come quasi tutti gli stati premoderni, dipendeva interamente dall'agricoltura. Le zone dell'impero con maggiori coltivazioni erano i campi irrigui dell'Iraq meridionale, nei quali veniva piantato il grano, ed i campi dell'Iraq settentrionale, nel quale erano presenti molte piogge, quindi condizioni favorevoli per la coltivazione. L'Iraq meridionale durante l'era accadica, aveva una quantità di precipitazioni simili a quella dell'Iraq odierno (20 mm di acqua all'anno); Per questo motivo l'agricoltura in quest'area del paese dipendeva quasi interamente dall'irrigazione. Prima del periodo accadico, a causa della progressiva salinizzazione dei suoli, la parte meridionale del paese aveva ridotto le rese di grano. Ciò condusse gli abitanti a scegliere di coltivare l'orzo, più tollerante alla salsedine.

## Arte
La scultura accadica è notevole per la sua finezza ed il suo realismo, che mostra un chiaro avanzamento rispetto al precedente periodo dell'arte sumera.
Nell'arte veniva data molta enfasi ai re della dinastia, come veniva fatto dai Sumeri.
Gli Accadi usavano le arti visive come mezzo di propaganda. Svilupparono un nuovo stile per i sigilli cilindrici, riutilizzando le tradizionali decorazioni animali ma disponendole attorno alle iscrizioni, che spesso diventavano parti centrali delle opere. Le figure divennero anche più scultoree e naturalistiche. Furono rappresentate anche nuove figure appartenenti alla mitologia accadica. Le iscrizioni reali erano originariamente poste su statue poste nel tempio di Nippur (l'Ekur), secondo la tradizione protodinastica che attribuiva a questa città una certa preminenza. Le statue non ci sono pervenute, ma i testi furono copiati dagli scribi. Le iscrizioni accadiche ricordano soprattutto le imprese militari.

## La lingua accadica
Fondamentale per la storia babilonese e mesopotamica futura risulterà la diffusione della lingua accadica, una lingua semitica orientale, che si affermò nel tempo come lingua dell'amministrazione e delle iscrizioni reali. La maggioranza della popolazione di Sumer, patria degli scribi, restava sumera. Diverse iscrizioni di Sargon furono prodotte in sumero e in accadico (pochissime solo in sumero), ma tale pratica fu abbandonata dai suoi successori, che decisero di utilizzare il solo accadico. Via via che ci si spostava verso nord, verso la regione passata alla storia come "Akkad" e verso la Siria, la popolazione semita appariva predominante. I re di Mari del Protodinastico III portavano nomi semitici e utilizzavano una forma di accadico. Gli archivi reali di Ebla (databili tra la fine del Protodinastico IIIb e gli inizi del periodo sargonico) mostrano una lingua, l'eblaita, chiaramente semitica: diversi studiosi considerano l'eblaita una forma occidentale di accadico. Gli archivi di Mari ed Ebla dimostrano che la scrittura cuneiforme era stata adattata alle esigenze di lingue semite già prima che i re accadici imponessero il paleo-accadico come lingua ufficiale. D'altra parte, la diffusione del cuneiforme si accompagnava all'aumentare del prestigio del sumero: parole e logogrammi sumeri, infatti, abbondano nei testi accadici.
L'utilizzo del cuneiforme per trascrivere la lingua accadica determinò la necessità di un adattamento (accadico e sumero, infatti, appartengono a famiglie linguistiche distinte). In particolare, l'accadico richiedeva maggiore precisione nella trascrizione delle forme grammaticali (morfemi) attraverso l'uso di segni sillabici. In ogni caso, la capitale esigeva l'uso dell'accadico e delle forme standardizzate dei documenti contabili solo per le tavolette che dovevano passare dal proprio scrutinio, mentre si lasciava che l'amministrazione locale si svolgesse in forme tradizionali e con lingue locali (quindi il sumero nelle regioni meridionali).

## Fine dell'Impero di Akkad ed eredità
L'opposizione interna, con le varie ribellioni (soprattutto la grande rivolta contro Naram-Sin), può essere stata un fattore decisivo per il crollo dell'impero. La natura stessa del potere accadico e della sua capacità di occupare o controllare il territorio ci è in gran parte ignota. Il governatore locale di Susa, Epir-mupi, si fregia del titolo di "forte", un epiteto normalmente riservato ai re. Ititi di Assur saccheggiò Gasur, dimostrando una certa libertà di movimento che un forte controllo accadico avrebbe escluso. Antagonista tradizionale dell'Impero di Akkad era Marhashi, un paese forse ad est di Susa. Un'altra minaccia era rappresentata dai Gutei, una popolazione montanara, probabilmente originaria degli Zagros. La loro penetrazione in Mesopotamia, come coloni agricoli, fu talmente significativa che ad Adab ci si servì di un interprete. La combinazione di opposizione interna e di pressione esterna determinò il crollo dell'impero già ai tempi di Shar-kali-sharri. I Gutei si impossessarono di diverse città e provarono a proporsi come eredi degli Accadi. Il re guteo Erridu-pizir si fregiò del titolo di "Re delle quattro parti", in aggiunta a quello di re di Gutium. Molte città sumere, in occasione del montante potere guteo, si liberarono del giogo accadico: si determinò una "rinascita sumerica", il cui più fulgido esempio è a Lagash, con il re Gudea. La stessa città di Akkad rimase sotto controllo accadico.
Al regno di Shar-kali-sharri segue un periodo di caos, che la Lista reale sumerica dipinge con emblematiche parole ("chi era re? chi non era re?"). È il tramonto della dinastia accadica, che la tradizione attribuirà alle sortite dei Gutei. Ultimo re di Akkad dal 2168 al 2154 fu Shu-turul (o Šu-turul).
Il crollo dell'Impero accadico determinò il sorgere di nuovi organismi statali: nella Siria settentrionale, Urkesh e Nawar, due città vicine, si aggregarono in una formazione di lingua hurrita. A Mari si formò una dinastia di generali (shakkanakku), che forse esisteva già ai tempi di Manishtushu. Susa divenne capitale di un regno chiamato Awan; Awan esisteva forse già nel Periodo Protodinastico, ma fu dopo il tramonto degli Accadi che il re Puzur-Inshushinak si impegnò in diverse campagne militari e giunse ad unificare l'Iran sud-occidentale. Furono poi Gudea e soprattutto Ur-Nammu, fondatore della Terza dinastia di Ur, a rovesciare il re elamico. Ur-Nammu riuscì ad occupare Susa, ma l'opera di Puzur-Inshushunak fu il seme del futuro potere elamico.
È oggetto di dibattito scientifico il ruolo che può aver avuto nella dissoluzione dell'impero accadico la siccità che attorno al 2200 a.C. colpì vaste zone del pianeta.
La storia della dinastia di Akkad si impresse con molta forza nell'immaginario collettivo dell'epoca e la figura di Sargon, così come quella del nipote Naram-Sin, fu oggetto di numerosissime composizioni letterarie mesopotamiche: Sargon diventerà un modello per i successivi re mesopotamici. La storia delle sue origini umili, di sapore semita, diverrà archetipica, pur se confortata da documentazione tarda e di dubbia consistenza. Questo complesso di notizie controverse denota comunque alcune caratteristiche in parte in armonia con tendenze di lungo periodo: Sargon, oltre ad essere un homo novus, era di origini settentrionali e fondò il concetto della regalità che detiene non più sulla spersonalizzata gestione amministrativa tipica di Sumer, con la sua valenza cultuale, ma su un ideale eroico e il valore militare.